# 龍が如く 見参!
『龍が如く 見参!』（りゅうがごとく けんざん）は、セガより2008年3月6日に発売されたPlayStation 3用ゲームソフト。
キャッチコピーは「桐生一馬之介。またの名を、宮本武蔵。」。

## 概要
2007年9月14日「セガコンシューマ新作発表会2007 Autumn」にて発表され、現代を舞台とした前2作までの時代背景やストーリーが一新された。後の『ファミ通』のインタビューにて正当な続編ではなく、いわゆるスピンオフ作品であると宣言された。
メインゲストとして俳優の寺島進、松方弘樹、松田翔太、竹中直人、加藤雅也、塚本高史が出演。今作ではゲストの顔をフェイスキャプチャーでモデリングしたキャラクターを登場させる「顔出し出演」の形を取っており、本シリーズでも『龍が如く4 伝説を継ぐもの』から正式に採用された。その他のゲストとしては滝の煩悩役としてタレントのインリン・オブ・ジョイトイ、ファミ通編集部からは浜村弘一とバカタール加藤とルパン小島、見世物小屋での蛇を食べる女役として漫画家の柴田亜美、籠屋としてお笑いコンビのアメリカザリガニが出演している。

## ストーリー
舞台は1605年（慶長10年）の関ヶ原の戦い直後、京都の歓楽街「祇園」。主人公は「宮本武蔵」として過去に名を馳せていたが、関ヶ原の合戦直前に結城秀康を結果的に暗殺したことを機に「桐生一馬之介」（きりゅう かずまのすけ）として名を変え、報酬さえ頂戴できればなんでもこなす者として祇園で生活することを決意する。

## 登場人物
桐生や遥などを除いた主要登場人物の顔は声優や俳優の顔が基にされている。歴史上の人物が多数登場するが、史実に基づかない点が多い。実在する地名があり、位置関係なども現在のそれに準じている点もあるが、多分にフィクションが含まれている。また、龍が如く本シリーズで登場したキャラクターに類似した登場人物が登場するが、相当するキャラクターは【】内で表記している。「声」ではなく「演」と記載されているキャラクターは、演じる俳優本人をモデルにしている。

### 桐生（宮本武蔵）とその関係者
桐生 一馬之介（きりゅう かずまのすけ） / 宮本 武蔵（みやもと むさし）【桐生一馬】
声 - 黒田崇矢
本作の主人公。罠に嵌められたことで祇園で偽名を使い、用心棒や集金、他の店への出張営業を主とする「掛廻（かけまわり）」をしながらも、自身を嵌めた人物が来るのを待ち伏せていた。様々な人たちのサポートや遥との出会いで色々な問題や出来事を乗り越えていき、遂には小次郎と天海に死闘の末に勝利して野望を打ち砕いた。その後、天海の軍勢に一人で立ち向かった。その後のエピローグである十年後には真島の発言から生死不明となっているようだが、その伝説は知れ渡っており、多くの者の士気を高めている。
吉野（よしの） / 揚羽（あげは）
声 - 久川綾
「太夫」と呼ばれる最上位の格を持つ遊女。桐生とは互いに気になる間であるが、互いの過去に踏み込めずにちぐはぐな関係となっている。妹の浮世を助けるために自分の身を売って祇園へやってきたが、後に小次郎から身請けする代わりに鶴屋へ火をつける。その後は桐生（武蔵）に身請けされた。
遥（はるか）【澤村遥】
声 - 釘宮理恵
単身祇園にやってきて桐生に仕事を依頼する少女。家族を宮本武蔵に殺害されたと思い、その仇打ちを桐生に依頼するが、後に桐生が宮本武蔵だと知ってしまう。その後は怒りから桐生を殺そうとしたが、今までの出来事を通して誤解が解けたことで桐生を殺すことを止めた。その後、最終決戦の後に天海の軍勢に立ち向かうとする桐生を止めようとしたが、桐生から今までの感謝を言葉で告げられて一人で立ち向かう桐生を見届けた。
伊東 一刀斎（いとう いっとうさい）
演 - 寺島進
桐生にとって仕事の先輩で、親友と言える人物。かつて一刀流を興していたが、家族や門下生を小次郎に殺害されたことで復讐のために小次郎が現れる可能性がある祇園で暮らしている。様々な面で桐生をサポートしてくれる。
鶴屋の女将
声 - 藤田淑子
祇園で一番の揚屋である「鶴屋」の女将。鶴屋を祇園で一番に成長させたほどにやり手で狡猾。遥をわずか一両で買い叩き、「お遥」という源氏名を与えた。
本阿弥 光悦（ほんあみ こうえつ）【サイの花屋】
声 - 藤原喜明
大屋敷に住む「鶴屋」の常連で、伊東の旧知の仲。諜報活動用の忍者たちを雇って彼らと自分の得た情報を密かに売っており、その面で桐生を手助けする。
真島 五六八（まじま ごろはち）/ 宍戸 梅軒（ししど ばいけん）【真島吾朗】
声 - 宇垣秀成
近江出身の剣士。最強を求めるために多くの人を殺したために「人斬り」と恐れられていたが、本人はそのことを悔いている面がある。関ヶ原の際に結城秀康暗殺のために武蔵と行動を共にしたことで友人関係となる。証拠隠滅のために武蔵と共に丸目や小次郎に殺されそうになって逃亡を図るが、武蔵を小次郎の攻撃から庇った際に小次郎に左目を斬られて重傷を負う。武蔵と共に近江へ落ち延びる際にはこれ以上逃げ切れないと悟り、武蔵に自分の刀を託すと追手を道連れに橋を切断して激流に転落し生死不明となるが、盗賊に拾われ記憶を失い盗賊団のリーダーとなってからは「宍戸梅軒」を名乗り、五六八時代は比較的落ち着いた印象を受けながらも宍戸梅軒となってからは従来のシリーズのように変人としての面が強く出てくるようになって、記憶がないこともあまり気にしてはいなかった。二度目に桐生（武蔵）と出会ったことで記憶を取り戻したが、浮世の面影を持つ吉野を見て彼女を浮世と勘違いし、守るどころか遊郭に売り飛ばして働かせている（と思い込み）桐生に激昂して遥を攫い、清水寺にて桐生に戦いを挑む。戦いに敗れた後は駆け付けた吉野の告白により誤解が解けるも任務で遥を殺しに来た小次郎から脇差の一撃を受けて清水寺から転落し、再び生死不明となった。その後エピローグに登場して無事生きていたことが判明し、武蔵が既に死去したようなセリフを言うが武蔵が明確に死亡した描写はないため正確な生死は不明。
浮世（うきよ）
声 - 川庄美雪
真島五六八の義理の妹であり、武蔵の前妻。剣術使いの父、姉の揚羽と3人で暮らしていたが、父は真島との決闘の末に死亡し、姉とは生き別れとなっているために現在は父親を殺したことへの罪滅ぼしから真島に引き取られて育てられていた。その後、武蔵に対してあまり良い感情を抱いていなかったが、後に彼と共に質素ではありながらも平穏な暮らしを送ることとなる。しかし、その生活も長くは続かず、武蔵を付け狙う賞金稼ぎの一味から武蔵を庇い、死の間際に武蔵に剣で人を救える道もあると諭して息絶える。
柳生 石舟斎（やぎゅう せきしゅうさい）
演 - 松方弘樹
諸国を漫遊する胸に大きな刀傷がある僧で、武蔵を祇園へ誘って桐生一馬之介として生きるきっかけを作った人物。その正体は柳生新陰流の創始者・柳生石舟斎であり、丸目の兄弟でもある。息子宗矩（小次郎）の野望を止めるために諸国を漫遊し、後に遥を桐生に会うように導いた。武芸はもちろん傷の手当てもこなすなど頭が回る人物。

### 徳川幕府
佐々木 小次郎（ささき こじろう） / 柳生 宗矩（やぎゅう むねのり）
演 - 松田翔太
関ヶ原で武蔵の前に現れた最強の剣士。実は佐々木小次郎とは裏の仕事をするための仮の名であり、その正体は柳生石舟斎の息子である柳生宗矩。柳生藩を再興させるために天海の野望に加担して結城秀康暗殺や遥の義父母、義兄の暗殺にも関わったが、その時に桐生（武蔵）との戦いに決着が付かなかったことから剣士として再び武蔵と戦いたいという葛藤を持つようになる。最終的には巌流島で武蔵に死闘の末に敗れたことで和解し、その後現れた天海軍に胸を撃たれるが、最終的に足掻きを見せる天海に止めを刺した。エピローグでは大坂の陣に備えて捕らえられた千姫を救出するために指揮を執った。
丸目 長恵（まるめ ながよし）
演 - 竹中直人
徳川家の剣術指南。天海の野望に加担する小次郎の命を受け、遥の義父母や義兄を殺した。桐生を関ヶ原に誘って結城秀康を暗殺させたが、小次郎の野望を止めたい石舟斎にも協力していたため遥を見逃し、桐生を陰ながら見守っていた。その後、小次郎と同じく新陰流の達人であるという腕を生かして小次郎と決闘を挑む武蔵に身をもって新陰流の太刀筋を教えた。エピローグで大坂の陣に備えて小次郎を支える役割を担う。
南光坊 天海（なんこうぼう てんかい）
声 - 内海賢二
丸目や小次郎を従える男であり、本作における黒幕。結城秀康を殺して秀忠を新たな将軍とすることで幕府を思い通りに動かすという一計を関ヶ原を前に案じるために小次郎の野心を利用し、自分の駒として裏の仕事を任せている。秀忠が秀康の死を疑問に思い始めたことから秀忠に代わり、遥を新しい将軍とするために遥を巌流島へと攫うが、最後は遥を助け出しに来た桐生に死闘の末に敗れて野望を挫かれる。しかし、船で来た数百の軍勢を自分の意志を継ぐ者だと発言し、最後まで足掻いていたが直後に小次郎に斬られて死亡する。
徳川 家康（とくがわ いえやす）
声 - 阪脩
徳川幕府初代将軍で、遥の実の祖父。天海の野望を食い止められなかったことを悔いており、後に遥を守るために京へ赴いて江戸へ誘うが、遥の強い意志により身を引く。桐生に遥を守ることを託す。
結城 秀康（ゆうき ひでやす）
声 - 二階堂智
徳川家嫡男で、遥の実の父親。自分が天海に命を狙われていることを察知して遥を家臣に預けていたが、後にやって来た武蔵に斬られ、死の間際に天海から弟を救えなかったことを後悔しながら絶命する。
徳川 秀忠（とくがわ ひでただ）
声 - 小野坂昌也
徳川幕府二代目将軍で、遥の叔父。天海を信じすぎたために彼の野望と兄の死を止められなかったのを悔いており、後に巌流島で天海を殺そうとするも桐生によって止められる。
板倉 勝重（いたくら かつしげ）
声 - 佐藤正治
京都所司代で、祇園を嫌って祇園の四方を堀と壁で囲った。幕府の密命を受けて鶴屋で宴会を催し、遥を攫おうとするも丸目に殺される。
五鬼衆（ごきしゅう）
天海直属の五人の部下たち。全員が鬼の面を被っており、金棒を武器にする黄鬼、大太刀を使う白鬼、刀を通さない肉体と剛腕を持つ黒鬼、槍術と忍術を使う青鬼、忍術を使う赤鬼が登場する。天海を追う武蔵の壁としてに立ちはだかるも全員敗れた。
殺忍衆（さつにんしゅう）
小次郎の部下である忍者。鶴屋で火災を起こし、遥の元へ向かおうとする武蔵の前に立ちはだかるも返り討ちにされた。

### 吉岡道場
京随一の名門剣術道場として名高い剣術道場。現当主である清十郎派と弟の伝七郎派との派閥争いが起こっている。
吉岡 清十郎（よしおか せいじゅうろう）
演 - 加藤雅也
吉岡家現当主。立場や実力とは裏腹に剣を避け、稼業に専念している。桐生と勝負したことで本来持っていた剣士としての心を再燃し、藤次の策略と気付きながらも剣士としての桐生と決闘を行う。決闘後は弟の伝七郎の危機を桐生に託して息を引き取る。
吉岡 伝七郎（よしおか でんしちろう）
声 - 松野太紀
小柄な清十郎の弟。兄とは対照的で、道場運営に努めるも剣の腕は弱者そのものである。
祇園 藤次（ぎおん とうじ）
演 - 塚本高史
吉岡道場の高弟で、伝七郎派の中心人物。剣の腕は一流だが遊び人としても有名らしく、派手な装いを着こなして同じく派手な拵えの名刀である大般若長光を差して遊び歩いている。丸目に誘われて関ヶ原に赴くが、その直前で逃亡する。その後は多額のツケがあるためにそれを払うことと引き換えに桐生を吉岡道場に推薦したが、後に吉岡道場を乗っ取るために高弟である植田たちと手を組み、清十郎と武蔵を戦わせて桐生が清十郎を倒すように仕向けた。その後、桐生を門下生たちに倒させ、その間に自分は伝七郎を殺そうとしたところを駆けつけた桐生に正体（宮本武蔵）を自分が隠し続ける代わりに伝七郎を殺すのを見逃すように持ちかけるも清十郎が託した意思を思い出した桐生との決闘の末に死亡した。
植田（うえだ）
声 - 江川央生
吉岡道場高弟の一人。藤次を新しい当主とするために清十郎との戦いで消耗した桐生を清十郎の仇討ちという名目で門下生たちと共に殺そうとするが、駆けつけた伊東に妨害される。

### 宝蔵院
宝蔵院 胤舜（ほうぞういん いんしゅん）
声 - 神谷浩史
宝蔵院流槍術2代目当主。槍術の天才として知られるが、僧本来の職務を忘れて強さを追い求めている破戒僧。決勝で桐生とあたった際は宮本武蔵だと思い、戦いを挑む。しかし、宮本武蔵（実際は本人）ではないと思い勝負を放棄しようとするが、桐生の挑発を受けて戦うことにした。その後は激戦の末に敗北し、観客の前で大泣きしてしまう。
宝蔵院 胤栄（ほうぞういん いんえい）
声 - 矢田耕司
宝蔵院流槍術初代当主で、丸目の旧知の仲。強さだけを追い求める胤舜と宝蔵院の現場に憂いているために桐生に胤舜を倒してほしいと願い、大会の招待状を渡した。

### 師匠
古牧 宗左衛門（こまき そうざえもん）【古牧宗太郎】
掛廻経験3年以上の人を対象に徒手の武術「祇園無手流」を祇園の道場で教えている老人。剣術においても達人で道場を構えていたが、高弟の裏切りによって弟子を失う。「徒手で刀剣を持った相手を制し、殺傷する」技を編み出し、裏切った高弟をその手で殺すために祇園へ流れ着いた。
渋沢 慙愧斎（しぶさわ ざんきさい）
洛外町に道場を構える中年の剣術家。質実剛健な技と豪快で威力のある奥義を備えた「慙愧流」という流派を興したが、門下生が集まらず貧しい生活をしていた。桐生の腕を見込んで強引に勧誘、技を伝授する代わりに寄付の名目で授業料をもらう。
天狗面の男
天狗面を被った謎の人物。二刀流を操り、桐生に二刀流の修行を施す。
漣（さざなみ）
今作で桐生のヒートゲージ関連の修行を担当する、「永夢の滝」の傍に佇み話しかけることができる尼さん。永夢の滝では煩悩としてインリン・オブ・ジョイトイが登場する。
七捂郎（しちごろう）
本阿弥光悦に会いに行く途中で出会う動物絵師。自身の絵により桐生が天啓を得る機会を得て、実際に自分が見た動物を見て描くことで絵の品質を維持している。
役 小褄（えんの おずま）
メガネをかけた男。「秘奥義剣」を得る修行を桐生に勧めてくる。
老武芸者
武芸人。ある修行でいい結果を出すと「最大闘気の書」をくれる。

### その他
刀匠
研ぎ師。桐生に自分の渾身の一作である大太刀を授けた。その後、刀の改良や鍛練を行ってくれるようになる。
山城（やましろ）急便
配達人。携帯電話と電子メールがない今作で手紙を伝書鳩、重荷を飛脚で届けてくれる。
阿国（おくに）
声 - 外村茉莉子
オリジナルの芝居をやろうと演芸興行を生業とする役者たちを率いている。なかなか難儀している所に桐生が現れ、歌舞伎を披露することになった（ミニゲームとして遊べる）。
仰天斎（ぎょうてんさい）
祇園内に住む発明家の老人。絡繰や医療品に精通している。
秋元 小次郎（あきもと こじろう）【秋元】
声 - 矢薙直樹
サブストーリーに登場した剣士。遊女の美月【キャバ嬢・美月】に惚れこみ無理心中をしようとしたが、桐生に止められる。その後美月に隠し子がいたことを嘘だと知らずに本気で信じ込んだ。なお、周囲からは本物の小次郎だと思われていた。
黒川 般若（くろかわ はんにゃ）
闘技場に登場する、般若の面を被った剣士。
鬼ヶ島（おにがしま）
闘技場に登場する、隈取りに化粧回しといった派手な装いをした力士。
橘 紅丸（たちばな べにまる）
派手な着物を着た「鏡水流」と呼ばれる流派の剣術を使う剣士。闘技場に参戦した武蔵の一戦目の相手として戦うも敗れる。
大和坊 権禅（やまとぼう ごんぜん）
「涅槃無尽流」と呼ばれる流派の長刀を使う巨漢の修行僧。闘技場に参戦した武蔵の二戦目の相手として戦うも敗れる。
黒島 雷電（くろしま らいでん）
役人を殺した罪に問われているお尋ね者。子分たちと行動をしており、少人数ながら梅軒の盗賊団の拠点を乗っ取るほどの強さを持つ。自身を捕らえに来た武蔵を殺そうとするも返り討ちに遭い、直後に幼少期に父親が亜門に殺されたことで役人嫌いになったことを話し、同じくお尋ね者にされている武蔵に「亜門には気を付けろ」と言い残して捕まった。
亜門 丈之進（あもん じょうのしん）【亜門丈】
条件を満たすことで戦える本作における裏ボス。番屋で桐生に手配帖の人物の討伐を依頼する男で、作中のあらゆる武術を使いこなす強者。

## 楽曲
- 主題歌：ZEEBRA「Bushido」（ポニーキャニオン）
- エンディング：ケツメイシ「ライフ イズ ビューティフル」（トイズファクトリー）

## 関連情報
- 2007年9月20日、フルハイビジョン（1080p）画質の「ティザー・トレイラー映像」がPLAYSTATION Storeにて配信された。
- 2007年9月23日、「日本ゲーム大賞2007」において「フューチャー部門」（GAME AWARDS FUTURE）を受賞した。
- 2008年1月7日、PLAYSTATION Storeにて「シナリオ体験版」「モード別体験版」が期間限定で配信された。
- 2008年2月11日、エースコックよりコラボレーション商品「龍が如く 大盛り 極み焼うどん 見参!」が期間限定で発売された（同年4月までの限定商品）。
- 2008年10月9日、「日本ゲーム大賞2008」において優秀賞を受賞した[4]。

## CR龍が如く 見参!
『CR龍が如く 見参!』（シーアールりゅうがごとく けんざん）は、2011年にタイヨーエレックから発売されたデジパチタイプのパチンコである。

### スペック
大当たり確率が1/386.3と比較的低く、いわゆるMAXタイプの台である。パチンコ台では初となるキャプチャー機能が搭載されており、変動中や大当たり中など好きなタイミングで液晶画面を画像として保存することができる。

#### CR龍が如く 見参!Z
- 賞球数 3&10&15
- 大当たり確率：1/386.3（低確率）→1/46.5（高確率）
- 小当たり確率：なし
- 確変割合：77%
  - ヘソ入賞 16R確変：19.0%、16R（実質出玉10R）確変：45%、16R（実質出玉2R）確変：3%、16R（実質出玉2R）通常（電サポ30回）3%、4R確変（電サポあり）：2.0%、4R確変（初回のみ電サポなし）：8%、4R通常（電サポなし）20%
  - 電チュー入賞 16R確変：43%、16R（実質出玉10R）確変:9%、16R（実質出玉6R）確変：8%、16R（実質出玉2R）確変:2%、16R（実質出玉2R）通常：8%、4R確変：15%、4R通常：15%* 大当たりラウンド：15ラウンド・8カウント
- 特賞出玉：（上アタッカー）実質10R：1260個、実質6R：760個、実質4R：510個 （下アタッカー）16R：2090個、実質10R：1310個、実質2R：260個
- 時短：電チュー入賞による通常大当たり終了後30回

## 登場する地名など
- 祇園
- 洛外町
- 河原町
- 清水寺
- 三十三間堂

## 主なスタッフ
- 原案 - 名越稔洋、菊池正義、横山昌義
- 脚本／演出 - 横山昌義
- 企画構成 - 田中武、折原純
- 美術監督 - 細川一毅
- 制御監督 - 加来徹也
- 音楽監督 - 冨田晴義
- プロジェクトマネジメント - 植村幸司
- ディレクター - 佐藤大輔
- プロデューサー - 菊池正義
- 総合監督 - 名越稔洋